# Кинофестиваль в Жерармере 1998 года
V Международный фестиваль фантастических фильмов в Жерармере (Festival de Gerardmer — Fantastic’Arts 5eme edition) проходил в департаменте Вогезы (Франция) с 28 января по 1 февраля 1998 года

## Жюри
- Тэд Котчефф — президент
- Ванесса Демуа
- Росси де Пальма
- Андреа Ферреоль
- Стюарт Гордон
- Ян Коунен
- Жорж Лотнер
- Режис Луазель
- Вербер, Бернард

## Лауреаты
- Гран-при — «Американский оборотень в Париже» (American Werewolf in Paris, An), Люксембург, 1997, режиссёр Энтони Уоллер

- Приз жюри:
  - Гаттака (Gattaca), США, 1997, режиссёр Эндрю Никкол
  - «С феями — шутки плохи» (Photographing Fairies), Великобритания, 1997, режиссёр Ник Уиллинг

- Приз международной критики — «С феями — шутки плохи» (Photographing Fairies), Великобритания, 1997, режиссёр Ник Уиллинг

- Приз зрительских симпатий  — «Американский оборотень в Париже» (American Werewolf in Paris, An), Люксембург, 1997, режиссёр Энтони Уоллер

- Гран-при Видео Фантастика — "Секретные материалы. Серия «Выбор» (X Files. Epizode «Redux»), США, 1997, режиссёр Р.У. Гудвин